# 캐논 EOS 80D
캐논 EOS 80D는 캐논이 2016년 2월 발표한 아마추어용 디지털 일안 반사식 카메라이다.